# Latrodectus variolus
Latrodectus variolus är en spindelart som beskrevs av Charles Athanase Walckenaer 1837. Latrodectus variolus ingår i släktet änkespindlar, och familjen klotspindlar. Inga underarter finns listade i Catalogue of Life.